# Еполета
Еполета (од фр. épaulette) представља део војне униформе у виду нараменице на којој стоји знак или обележје војничког, подофицирског и официрског чина. На еполетама се могу налазити звездице, розете, траке и друге ознаке.

## Галерија
- Парадне еполете за свечану униформу
генерала Српске војске[а]
- Еполета маршала Југославије
у НОВ Југославије[б]
- Еполета маршала Совјетског Савеза[в]